# Patscher Bach
Der Patscher Bach ist ein Bach in der österreichischen Gemeinde St. Jakob in Defereggen im Tiroler Bezirk Lienz.

## Verlauf
Der Patscher Bach entspringt im Talschluss des Patscher Tals zwischen Ohrenspitzen, Barmer Spitze, Fenneregg und Rosshorn. Er verläuft in östlicher Richtung durch das Patscher Tal und nimmt etwa nach halber Wegstrecke linksseitig den Seeblbach auf. Im Unterlauf stürzt der Patscher Bach eine bewaldete Schlucht hinab, bevor er südlich der Patscher Hütte in die Schwarzach mündet. Der Oberlauf des Patscher Baches weist ein hohes fließgewässerraumspezifisches Naturraumpotential auf.